# 謝爾蓋·斯特年科
謝爾蓋·維亞切斯拉沃維奇·斯特年科（羅馬化：Serhii Viacheslavovych Sternenko；1995年3月20日—），乌克兰活动家，律师及YouTuber截至2023年，他的YouTube频道拥有超过150万订阅者。斯特年科同時為非政府组织“Небайдужі”的负责人、烏克蘭除垢政策的创始人之一，也曾任右区组织董事会成员和該組織在敖德萨州分支机构负责人，曾積極參與2014年烏克蘭尊严革命，其中包括在2014年敖德萨冲突中與親俄暴徒對峙。

## 備注
1. ↑  “謝爾蓋”按烏克蘭語名譯塞爾希